# Дриё ла Рошель, Пьер
Пьер Дриё ла Рошель (фр. Pierre Drieu la Rochelle; 3 января 1893[…], X округ Парижа — 15 марта 1945, XVII округ Парижа)— французский писатель.

## Биография
Пьер Дриё ла Рошель — один из самых знаменитых французских писателей середины XX века, интеллектуал-маргинал, пришедший в литературу на волне популярности сюрреализма. Однако затем его литературный радикализм трансформировался в политический.
Дриё родился в 1893 году в мелкобуржуазной семье выходцев из Нормандии, в 10-м округе Парижа. Его отец был адвокатом, он женился на матери писателя, Эжени-Мари Лефевр, из-за её приданого. Несмотря на то, что Пьер был блестящим студентом, ему не удалось сдать итоговый экзамен в Свободной школе политических наук. Он участвовал в Первой Мировой войне, трижды был ранен. Военный опыт оказал на него глубокое влияние. Дриё обобщил свой военный опыт в безупречной по мастерству серии новелл «Комедия Шарлеруа». Война серьёзно повлияла на его сознание. Позднее Дриё говорил: «Чего бы я не касался, всё было или намеком на войну, или излишним балластом».
Отвращение к грязному политическому миру, провоцировавшему войны, испытывал не только участник жестокой битвы при Шарлеруа. Воевавший на другой стороне немецкий писатель и легендарный офицер Эрнст Юнгер в знаменитой книге «Война как внутренний опыт» писал: «Современному миру недостаёт культуры войны — морального сознания того, что война может быть делом чести… Вот он, настоящий человек, гениальный солдат, элита центральной Европы. Настоящая раса, умная, сильная и волевая».
В том же 1922 году Дриё ла Рошель издал книгу «Масштаб Франции». Переживая упадок своей Родины, он утверждал: «В 1914 г. Франция была подавлена численностью и организацией немецких войск, а в 1918 г. спасена вмешательством многочисленных американских соединений». С первых творческих шагов писателя в его произведениях ощущалось разочарование вчерашнего бойца, не желавшего примириться с потерей Франции первого места в мире. Он упрекал французов в том, что они упиваются своей посредственностью. В 1920-е годы Дриё, наблюдая сходные явления по всей Европе, пришёл к выводу о конце эпохи самостоятельных государств.
После войны одно время участвовал в движении сюрреалистов и дружил с Луи Арагоном; некоторое время был близок к СФИО, а затем — к партии бывшего члена радикал-социалистов Гастона Бержери «Front commun». Однако позднее, испытывая страх перед неизбежной, по его мнению, гибелью западной цивилизации и культуры, писатель заболевает чрезвычайно модными в Европе идеями фашизма. Он, как и многие ему подобные, понимал фашизм как радикальное обновление изжившего себя демократического буржуазного мира. Его увлекала Италия, но после поездки в Германию в 1934 году Дриё возложил все надежды на национал-социалистическое государство. «В гитлеровской Германии есть какая-то моральная сила», — написал он в книге «Масштаб Германии».
К концу 30-х годов были опубликованы самые известные произведения Дриё, рисующие, хотя и не без лиризма, упадок французской нации и разложение общества: «Болотные огни», «Мужчина, увешанный женщинами», «Мечтательная буржуазия». Пьер Дриё ла Рошель становится признанной литературной звездой. Вместе с Борхесом, Уолдо Фрэнком, Ортегой-и-Гассетом, Сюпервьелем и Альфонсо Рейесом Дриё входит в международный редакционный совет журнала «Sur» («Юг»), основанного Викторией Окампо, — на протяжении многих лет крупнейшего и наиболее авторитетного издания в Латинской Америке.
Дриё понял, что написав «Жиль», он не стал великим романистом, и тогда появился «Дневник», где сплетались национализм, секс и антисемитизм. «Дневник», безусловно лучшая, или, как кто-то выразился, «самая литературная» книга Пьера Дриё. Патологическая конструкция психики писателя сделала его дневник несомненно интересным и живописным явлением. «Дневник» выпотрошил его до конца, оставив место только для «Фашистского социализма».
Писателя раздражала общественная атмосфера. Дриё ля Рошель (который сам был завсегдатаем кабаков и борделей) свидетельствовал об этом времени: «В зловонной парижской среде тесно сплетены еврейство, деньги, развращённый свет, опиум, левые. Узкий кружок, полный высокомерия и самодовольства… Непреложным и неоспоримым образом в нём царят предрассудки, из которых образуется самое противоречивое, комичное и гнусное сборище… Все эти тайные братства смыкаются здесь и помогают друг другу с неприкрытым фанатизмом… Оба вида извращений, салонная аристократия, декадентское искусство. И всё окутано политическим франкмасонством. Всякий наркоман знает, что всегда найдет кого-нибудь, кто защитит его от властей».
Всё больше и больше национал-социализм притягивал его. Формула жёсткой власти завоёвывала сердце писателя. «Я за Сталина, за Гитлера, за Муссолини, за всех тех, „кто сам берётся за дело“», — пишет Дриё в теоретическом труде «Фашистский социализм» — своей самой скандальной книге. Дриё жаждет «очищения».
Дриё ла Рошель в своём дневнике раскрывает черты французской действительности. «Невероятным стало то, что люди, которые создали всю эту посредственность, дремоту, обессмысленность и эту измену — они вдруг захотели извлечь из-под груды обломков силу, способную воевать. Эти люди, которые убили всё добродетельное, что крылось во французском духе и во французском сердце, теперь претендовали на то, что возродят эти добродетели одним махом и сделают людей бойцами, наделёнными силой, ловкостью и жертвенностью… Эти евреи, эти чиновники — рационалисты, журналисты из кафе, эти кулуарные политиканы — все они стали призывать к оружию и к жертвенности. Эти юристы из синагог и масонских лож, крикуны из парламента стали толкать в бой тех, кого они в течение пятидесяти лет тщательно разоружали заботами их учителей, профессоров Сорбонны, их журналистов и романистов. Эти апостолы, воспевавшие слабость и беспомощность, говорившие о мире дрожащими голосами, вдруг ожили и стали энергичными сторонниками войны, искателями приключений в словацком и польском конфликтах… Бедные французы, которым так долго вдалбливали, что имеет значения только та их жизнь, эта шкура без всякой духовной подкладки, только аперитив и рыбная ловля — были вытолкнуты на передовую без самолётов и танков, под защитой недостроенной линии Мажино… А на что могли пожаловаться эти крестьяне и горожане, погибшие под огнём пикирующих самолетов и под гусеницами танков? Люди, которые послали их на бойню, были те самые депутаты, которых они с гордость избирали раз в четыре года… вся эта фальшивая элита, созданная за счет дипломов, браков по расчёту и игры на бирже».
Позже Дриё ла Рошель называл политику немцев «никудышной», находя этому более глубокое объяснение. Он критиковал национал-социализм за нежелание обратиться к внутренним источникам обновления, имея в виду уничтоженное в 1934 году «левое» крыло партии. По его мнению, Гитлер погубил себя, убив Грегора Штрассера и Эрнста Рема вместо того, чтобы избавиться от Папена, генералов и опекаемой Герингом старой промышленной верхушки. В январе 1944 г. Дриё писал: «Немцы пожинают то, что посеяли в 1940 и 1941 годах: отсутствие революционного духа. Оправдать вторжение и оккупацию они могли только лишь революцией. Ведь дело было не в том, чтобы захватить Эльзас, а в том, чтобы уничтожить таможенные границы и объединить Европу против России… Какую великолепную социалистическую и расистскую революцию в Европе провалил Гитлер!».
После высадки сил союзников в Нормандии, он понимает, что война для фашистов проиграна и готовится к суициду: «У меня нет ни малейшего желания унижаться перед коммунистами, тем более перед французами, тем более перед литераторами. Я, стало быть, должен умереть». За полгода до самоубийства Дриё ла Рошель подвел итоги своему политическому пути: «Я был прав в 1934 г., когда написал в „NRF“, что национал-социализм является раздражённой реакцией Германии, которая чувствует себя постаревшей, умалившейся перед лицом поднимающегося славянского гения… Сегодня монархия, аристократия, религия обретаются в Москве и нигде более».
16 марта 1945 года покончил с собой посредством передозировки люминала.
Жена с 1917 по 1925 — Колетт Жерамек (1896—1970)
Жена с 1927 по 1933 — Олеся Сенкевич (1904—2002)

## Экранизации
- Блуждающий огонек
- «Женщина в окне» (Франция, Италия, Германия, 1976, режиссёр Пьер Гранье-Дефер)